# Привиђење Ане Невер
Привиђење Ане Невер је 4. епизода стрип серијала Дилан Дог. Објављена је у бившој Југославији као специјално издање Златне серије у издању Дневника из Новог Сада у новембру 1987. године. Коштала је 460 динара (0,36 $, 0,6 DEM). За насловну страницу узета је оригинална насловна страница. 

## Оригинална епизода
Наслов оригиналне епизоде гласи Il fantasma di Anna Never. Објављена је 01.01.1987. Епизоду је нацртао Корадо Рои, сценарио написао Тициоано Склави. Насловну страницу је нацртао Клаудио Вила.

## Кратак садржај
Глумац хорор филмова Гај Роџер пати од ноћних мора. Након што му се причинило како је присуствовао сакаћењу девојке која се нашла код њега у стану, у помоћ зове Дилана Дога. Касније, на снимању филма, Гај и Дилан упознају Ану Невер (такође глумица) за коју Гај тврди да ју је видео како умире у привиђењу. Гај је истовремено и лечени алкохоличар. Пошто наставља да пати од привиђења, Дилан почиње да тражи одговор код доктора који лечи Гаја хипонозом. Решење се можда налази у роману Ричарда Матсона под називом Ја сам Хелен Дрискол.

## Занимљивости
Епизода обилује алузијама на филмску уметност. Сцена у студију у окојој фасада куће пада на Дилана, типична је за неме филмове. Гручо се појављује у костиму Јоде из трилогије Ратови звезда. Снимање се одвија у студију Pinewood Studios, који ради у Лондону од 1936. г.

## Прерада епизоде
Епизода је прерађеа унутар серијала Дилан Дог 666 (после удара Метеора о Земљу којим је ресетован серијал у епизоди А данас Апокалипса! (у Италији почео 2020, а у Србији 2022. године). Прерађена епизода носила је назив Ана заувек (#195).

## Претходна и наредна епизода
Претходна епизода носи наслов Ноћи пуног месеца (#3), а наредна Убице (#5).